# Xwles orientals
Els xwlas orientals són els membres del grup ètnic que parlen la llengua gbe, xwla oriental. Formen part del cluster de pobles guineans i el seu codi ètnic és NAB59e i el seu ID és 19585.

## Demografia i geografia
El 2002 hi havia 80.000 xwlas orientals i actualment, segons el joshuaproject n'hi ha 127.000.
El seu territori està situat a la zona costanera de Benín, just al sud-oest de Cotonou, al municipi de Seme-Kpodji, al departament d'Ouémé.

## Llengua
Els xwlas orientals parlen la llengua Gbe, xwla oriental.

## Religió
La majoria dels xwlas orientals creuen en religions africanes tradicionals (92%) i hi ha una petita minoria que es consideren cristians (8%). D'aquests últims, la gran majoria són catòlics (80%), el 8% són d'esglésies cristianes independents, l'1% són protestants i l'1% pertanyen a altres esglésies. Segons el joshuaproject el 3% dels cristians són evangelistes.